# زلزال كالابريا 1907
زلزال كالابريا 1907 هو زلزالٌ وقعَ في مقاطعة ريدجو كالابريا في مملكة إيطاليا بتاريخ 23 أكتوبر 1907.